# Park Byeong-seug

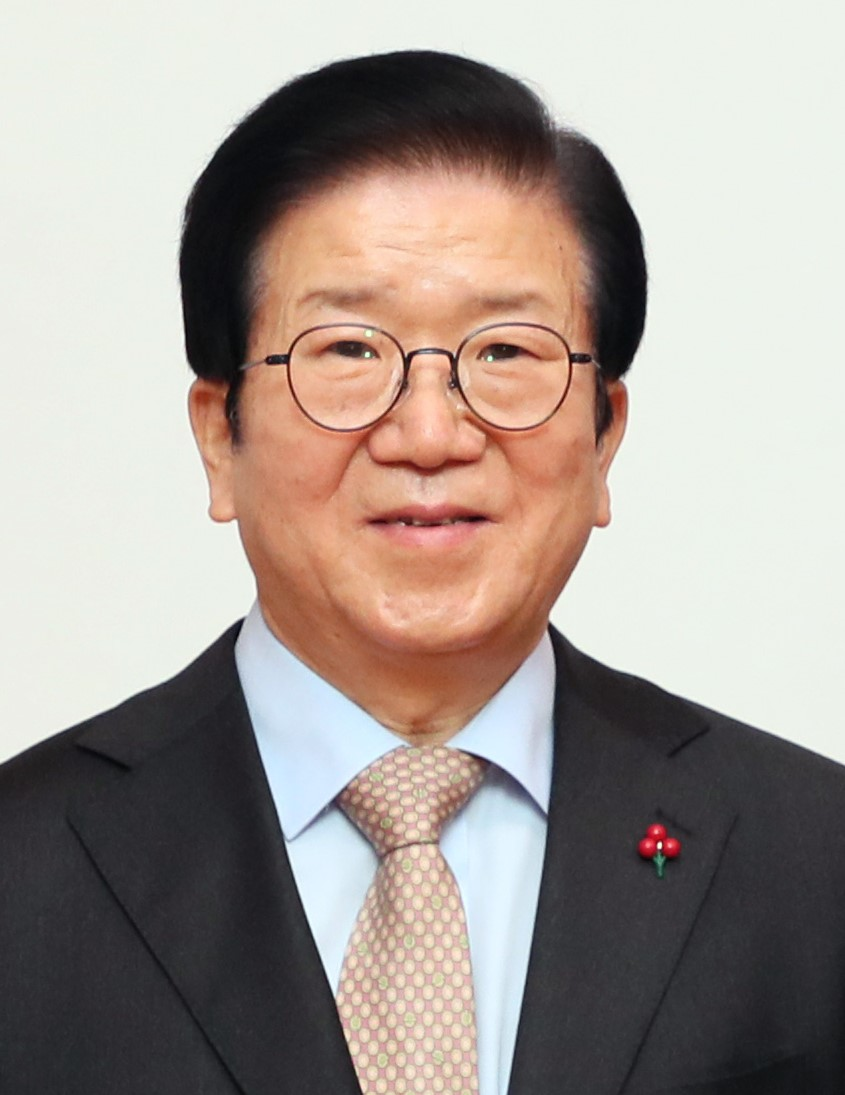
Park Byeong-seug im 2021

Park Byeong-seug (* 25. Januar 1952 in Daejeon, Südkorea) ist ein südkoreanischer Politiker. Er amtiert seit 5. Juni 2020 als Vorsitzender der südkoreanischen Nationalversammlung. Bis zu seiner Wahl zum Parlamentspräsidenten gehörte er der Deobureo-minju-Partei an, ist aktuell jedoch gemäß den Bestimmungen Parteiloser.

## Werdegang
Park studierte Rechtswissenschaft an der Sungkyunkwan-Universität sowie Kommunikationswissenschaft an der Hanyang-Universität. Danach arbeitete er für die Tageszeitung JoongAng Ilbo als Korrespondent in Hongkong. Während des Tian’anmen-Massakers berichtete Park über die Verhaftung von Zhao Ziyang.
Seit 2000 vertritt er den Sitz A des westlichen Wahlkreises seiner Heimatstadt Daejeon im Parlament. Nach der Parlamentswahl in Südkorea 2020 wurde Park zum neuen Vorsitzenden der Nationalversammlung gewählt und folgte damit Moon Hee-sang nach. Bei seiner Wahl erhielt er 191 von 193 Stimmen. Die größte Oppositionspartei Mirae-tonghap-Partei verließ aus Protest die Kammer und blieb der Abstimmung fern.